# 李自滋
李自滋（？—？），直隶保定府博野縣人。

## 生平
崇祯元年（1628年）戊辰科進士，初授泰州知州，擢户部员外郎，历官户部雲南司郎中。